# Corylus jacquemontii
Corylus jacquemontii är en björkväxtart som beskrevs av Joseph Decaisne. Corylus jacquemontii ingår i släktet hasslar, och familjen björkväxter. Inga underarter finns listade.